# Deuxième manoir d'Auquinian
Le deuxième manoir d'Auquinian  est un édifice situé à Neulliac en France.

## Localisation
Le manoir est situé sur le territoire de la commune de Neulliac, au lieu-dit  Auquinian, dans le département du Morbihan en région Bretagne.

## Description
Le manoir date du XVIIIe siècle. Édifice à un étage carré, élévation ordonnancée sans travéee,  construit en pierre de taille de schiste et granite, l, toiture à longs pans, noue. Escalier demi-hors-œuvre, escalier à vis sans jour.

## Historique
Le manoir est inscrit à l'inventaire général du patrimoine culturel en 1986.